# Starosielce

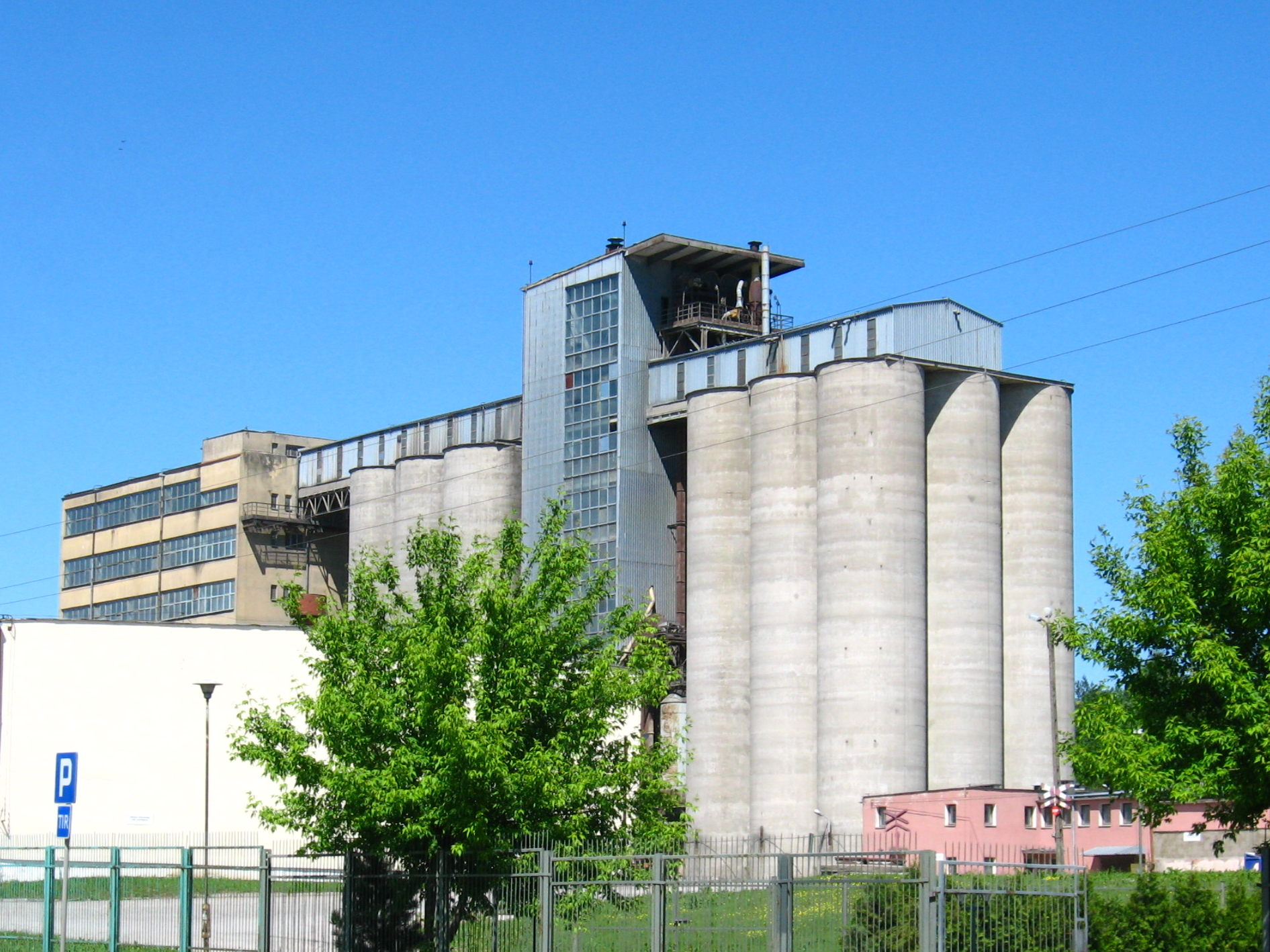
Silosy Podlaskich Zakładów Zbożowych, Elewatorska 14

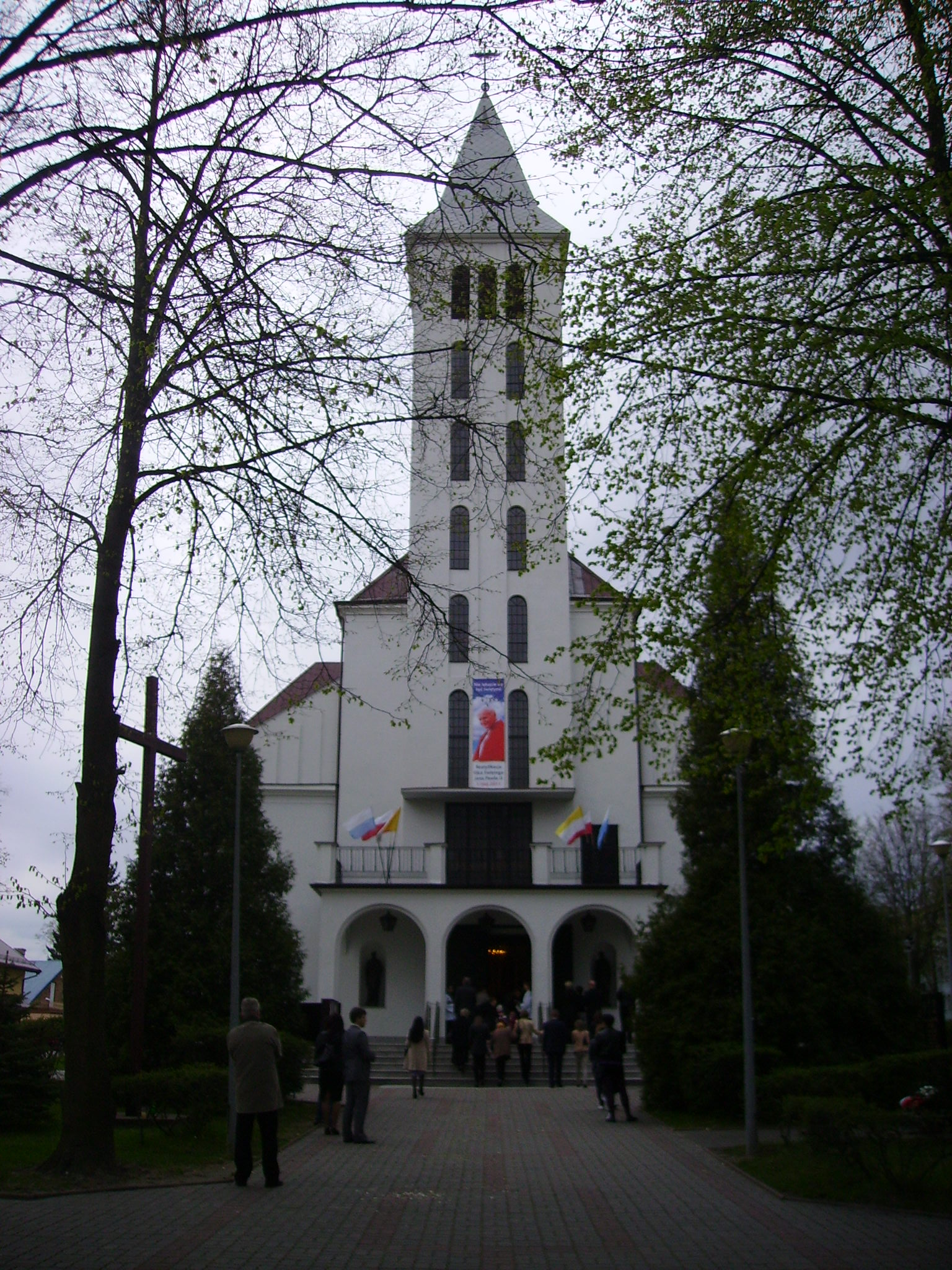
Kościół św. Andrzeja Boboli

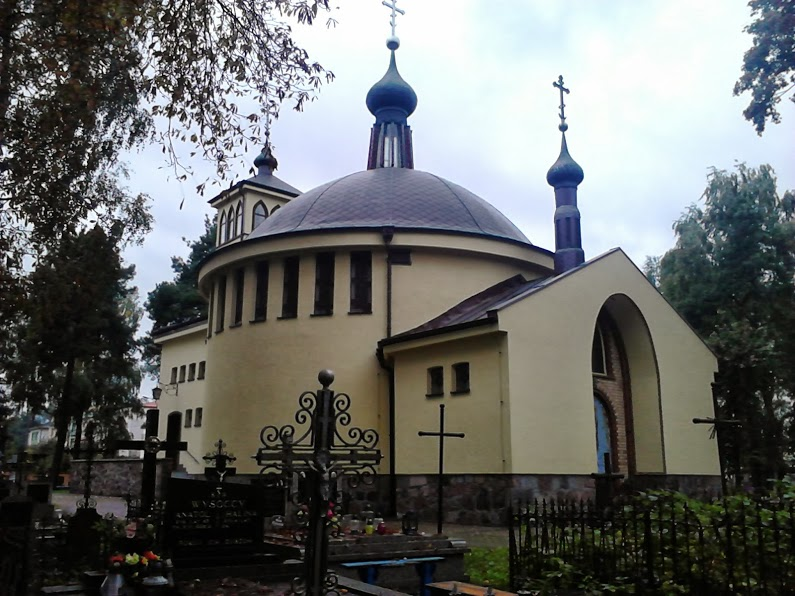
Cerkiew Zaśnięcia Matki Bożej

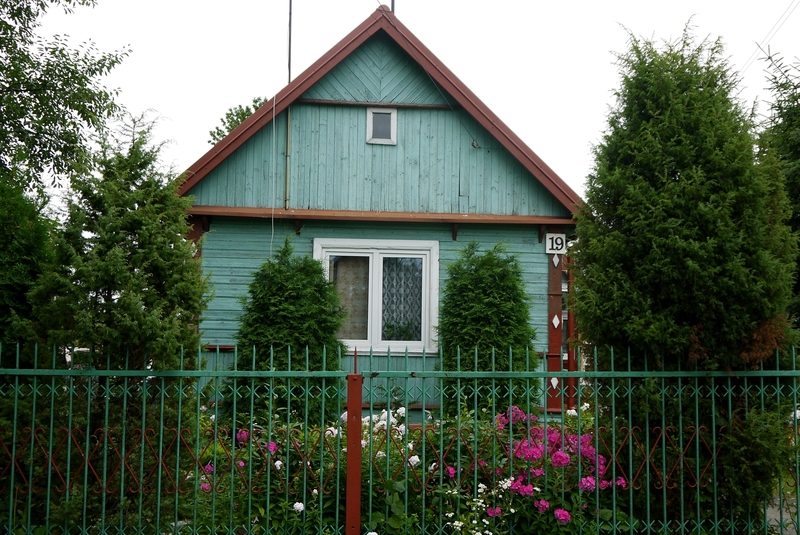
Jeden z zachowanych drewnianych domów na Ściance

Starosielce – część miasta i osiedle o funkcji przemysłowo-mieszkaniowej, w południowo-zachodniej części Białegostoku. W latach 1919 – 1954 samodzielne miasto. Do Białegostoku zostały włączone 1 kwietnia 1954 roku.
Według Powszechnego Spisu Ludności z 1921 roku miasto zamieszkiwały 2422 osoby, wśród których 1929 było wyznania rzymskokatolickiego, 387 prawosławnego, 66 mojżeszowego a 2 mieszkańców było baptystami. Jednocześnie 2.355 mieszkańców zadeklarowało polską przynależność narodową, 41 białoruską, 18 żydowską, 4 litewską, 3 rosyjską i 1 rusińską. Było tu 277 budynków mieszkalnych.

## Obiekty i tereny zielone
- kościół pw. św. Andrzeja Boboli
- kościół pw. św. Rafała Kalinowskiego
- kościół pw. Przemienienia Pańskiego
- kościół pw. Matki Boskiej z Guadalupe
- kościół Imienia Najświętszej Maryi Panny i św. Stanisława Biskupa Męczennika, dawna cerkiew św. św. Cyryla i Metodego
- cerkiew pw. Zaśnięcia Przenajświętszej Bogurodzicy (parafii prawosławnej Zaśnięcia Przenajświętszej Bogurodzicy)
- dwuwyznaniowy cmentarz rzymskokatolicko-prawosławny
- Szkoła Podstawowa nr 21
- Prywatna Szkoła Podstawowa nr 6
- V Liceum Ogólnokształcące
- Oddział Instytutu Pamięci Narodowej

## Opis granic osiedla
Od granicy administracyjnej miasta Al. Jana Pawła II do torów kolejowych, wzdłuż torów kolejowych do ul. ks. J. Popiełuszki, ul. ks. J. Popiełuszki do Wrocławskiej, ul. Wrocławską, Al. Niepodległości, Zielonogórską do torów kolejowych, wzdłuż torów kolejowych do granic administracyjnych miasta, wzdłuż granicy administracyjnej miasta do Al. Jana Pawła II.

## Ulice i place znajdujące się w granicach osiedla
Al. Jana Pawła II - nieparzyste brak budynków, Al. Niepodległości - nieparzyste, Bałtycka, Barszczańska, Belgijska, Białoruska, Chorwacka, Czeska, Duńska, Elewatorska, Estońska, Fińska, Francuska, Grecka, Hiszpańska, Holenderska, Irlandzka, Klepacka, Klonowa, Korycińska, Krzywoń Anieli, Ks. Jerzego Popiełuszki-nieparzyste 97-125, parzyste 120-128, Ks. Pawła Grzybowskiego-nieparzyste od 1 do 51, parzyste od 2 do 26, Ks. Stefana Girstuna, Kubańska, Lawendowa-nieparzyste od 1 do 87, parzyste 2 do 58, Letnia, Litewska, Łotewska, Meksykańska, Miodowa, Mongolska, Niewodnicka, Norweska, Nowosielska, Okrzei Stefana, Pajkerta Edwarda, Pazińskiego Romana, Polowa, Polska, Portugalska, Reja Mikołaja, Rumuńska, Rybnika Aleksandra, Serbska, Serwisowa, Skandynawska, Słowacka, Słoweńska, Szkolna, Szwajcarska, Św. Andrzeja Boboli-nieparzyste 1-51, parzyste 2-74, Techniczna, Troczewskiego Zbigniewa, Turowskiego Józefa, Ubocze, Ukraińska, Warsztatowa, Watykańska, Wenecka, Węgierska-nieparzyste od 1 do 33, parzyste od 2 do 38, Wiedeńska, Wietnamska, Włoska, Wrocławska-nieparzyste, Zielonogórska-brak budynków, Zimowa.

## Obiekty przemysłowe
- Polmos Białystok
- Altrad Spomasz — producent betoniarek i urządzeń dla przemysłu spożywczego
- Podlaskie Zakłady Zbożowe S.A.
- Wytwórnia Betonu "Kombinat Budowlany"